# Mission rhénane d'Okahandja
 (septembre 2022).
Si vous disposez d'ouvrages ou d'articles de référence ou si vous connaissez des sites web de qualité traitant du thème abordé ici, merci de compléter l'article en donnant les références utiles à sa vérifiabilité et en les liant à la section « Notes et références ».
La Mission rhénane de Okahandja est un monument national de Namibie classé le 20 décembre 1972.
Elle a été fondée en 1844. Le chef héréro Hosea Kutako, leader namibien enterré à Okahandja, y a été éduqué vers 1880.

## Galerie

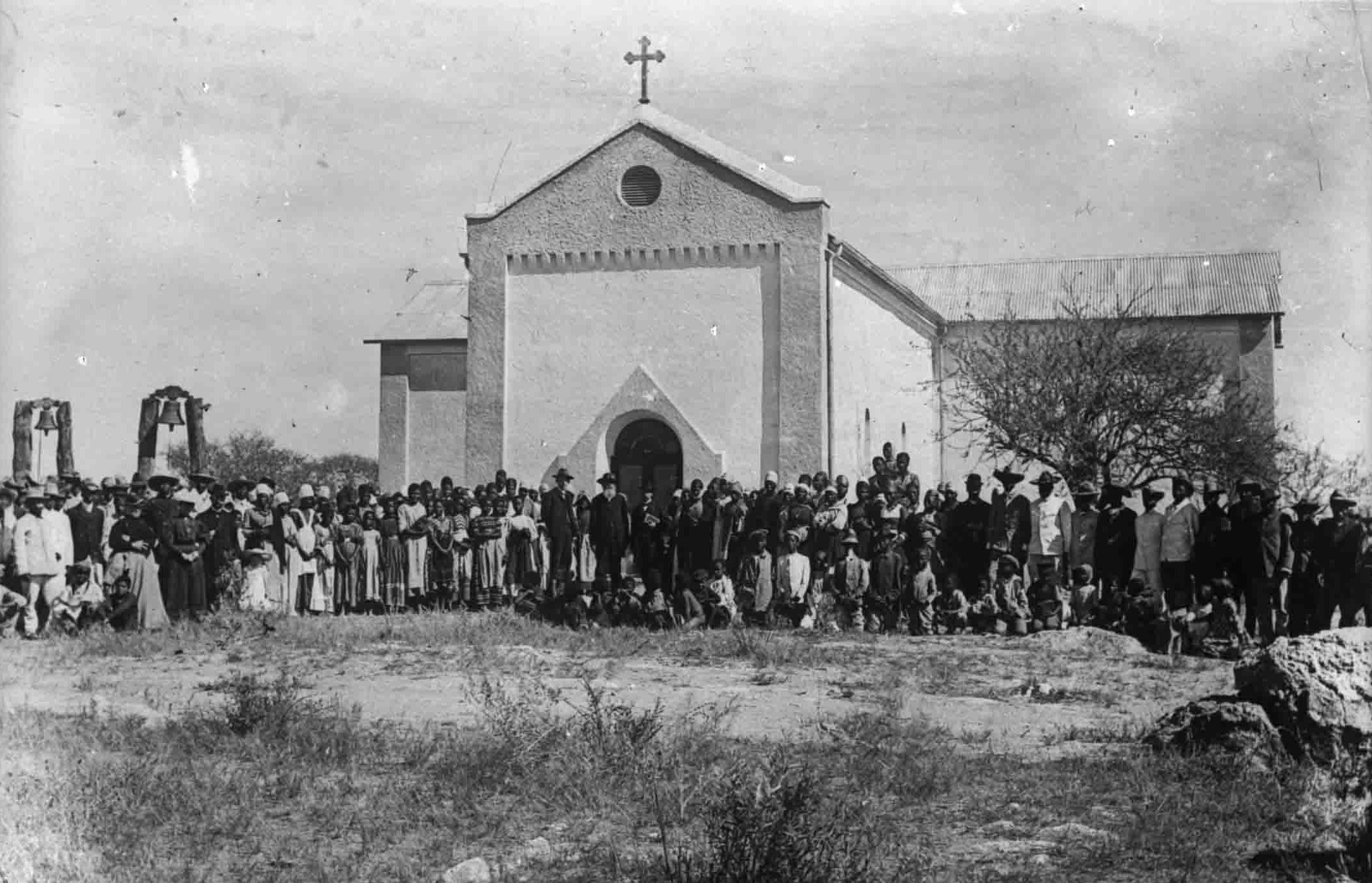